# Donato Briganti
Donato Briganti (* 1939/1940) ist ein italienisch-niederländischer Basketballtrainer.

## Laufbahn
Der aus Neapel stammende Briganti schaffte es als Spieler bis in die zweite italienische Liga und lief dort für die Mannschaft Libertas Maddaloni auf. Briganti wurde beruflich als Grundschullehrer tätig, Ende der 1960er Jahre zog er in die Niederlande, deren Staatsangehörigkeit er später annahm. In den Niederlanden spielte er Basketball bei BW Zaandam, ehe er wegen einer Verletzung aufhörte. Als Trainer war er in dem Land unter anderem beim Erstligisten Tonego Haaksbergen tätig. Er trainierte ab November 1996 die Zweitliga-Damen von ODB Recklinghausen. Briganti führte Recklinghausen 1999 zum Aufstieg in die Bundesliga und betreute die Damen dort bis 2001. In der Saison 2000/01 stieß er mit Recklinghausen ins Bundesliga-Halbfinale vor. Zudem kam er mit Recklinghausen im deutschen Pokalwettbewerb während seiner Amtszeit zweimal unter die besten Vier. Im Jugendbereich führte er die weibliche A-Jugend Recklinghausens 2001 zum Gewinn der deutschen Meisterschaft.
Anschließend war er in der Saison 2001/02 Trainer der BG Dorsten in der Damen-Basketball-Bundesliga, allerdings kam es im Laufe des Spieljahres zur Trennung zwischen Briganti und dem Verein. Er trainierte beim RC Borken-Hoxfeld, in der Saison 2002/03 war er zeitweilig Trainer der Regionalliga-Herren von ODB Recklinghausen. Er war von Saisonbeginn 2007/08 bis Ende Februar 2008 Trainer beim TV Ibbenbüren und betreute die Herrenmannschaft der SG Telgte/Wolbeck, später trainierte er wieder Recklinghausens Damen, mittlerweile in der Regionalliga.
Bis 2018 betreute er die Damen von Arminia Ochtrup als Trainer, danach in der Saison 2018/19 die Damen des BSV Wulfen.